# Carl Kauba
Carl Kauba (* 1865 in Wien; † 1922 ebenda) war ein österreichischer Bildhauer und Kleinplastiker und bedeutender Vertreter der Wiener Bronzen. Mit seinen Darstellungen von Cowboys und Indianern fertigte und exportierte er für den amerikanischen Markt des späten 19. und frühen 20. Jahrhunderts. Manche seiner Plastiken fertigte er unter dem Pseudonym T. Curts an.

## Leben
Nach dem Erlernen des Ziseleurhandwerks absolvierte Carl Kauba die Fachschule für Ziseleure und Bronzearbeiter. Danach studierte er 1892/93 bei Karl Waschmann an der Wiener Kunstgewerbeschule. Besonders zahlreich stellte Kauba in weiterer Folge Tierbronzen und Indianerdarstellungen her. Diese gelangten dann überwiegend in die Vereinigten Staaten. 1897 präsentierte er im Wiener Künstlerhaus die Büste Pallas in Rot- und Gelbbronze. Kauba gehörte dem Radfahrclub des Wiener Künstlerhauses an.

## Werke (Auszug)
- Ein Cow-boy trainiert ein pferd "bronco"[2], um 1910, Bronze, Musée du Nouveau Monde, La Rochelle (Frankreich).
- Der Indianerritt, um 1910, Bronze, Musée du Nouveau Monde, La Rochelle (Frankreich).
- Ehrentrophäe für Rittmeister Hans von Umlauff-Rankweil, 1911, Bronze, 24,5 × 25 × 44 cm, Heeresgeschichtliches Museum, Wien
- Figurengruppe Anton Lehár, nach 1910, Bronze, 46,5 × 32 × 38 cm, Heeresgeschichtliches Museum, Wien
- Reiterstatuette Kaiser Franz Joseph I., 1908, Alpaka, Mahagoni, 37,5 × 22,5 × 52 cm, Heeresgeschichtliches Museum, Wien